# 陶行知
陶 行知（とう こうち、ピンイン：Tao Xingzhi、ウェード式：T'ao Hsing-chih、1891年10月18日 - 1946年7月25日）は、中華民国期の中国の教育者・改革者・詩人。安徽省歙県出身。本名は、陶文濬（ぶんしゅん）。字は世昌。
教会系の中等教育、高等教育を受けた後、コロンビア大学のティーチャーズカレッジで学び、1916年進歩主義を擁護するために中国に戻った。リベラルな教育者としての彼の中国での業績はジョン・デューイの亜流として片付けられるようなものでなく、創造的で適応力に富んでいたとの評もある。彼はもともと教会系の教育を受けながらも、陽明学の哲学者王陽明の「知行合一」に傾倒し、知ることにより行動もより容易くなる」との言をうけ、自ら「知行」と名乗っていた。のち1930年、「行は知の始めである」と題する文を書いて、知より行へ、知行合一ではなく、行こそが知の始めであって、知の完成である、と説いた。彼はデューイに学んだ徹底した経験主義で、王陽明哲学を一歩突き抜けたと自任したのである。1932年頃には、従来の陶知行はやめて、陶行知と署名するようになった。。

## 生涯

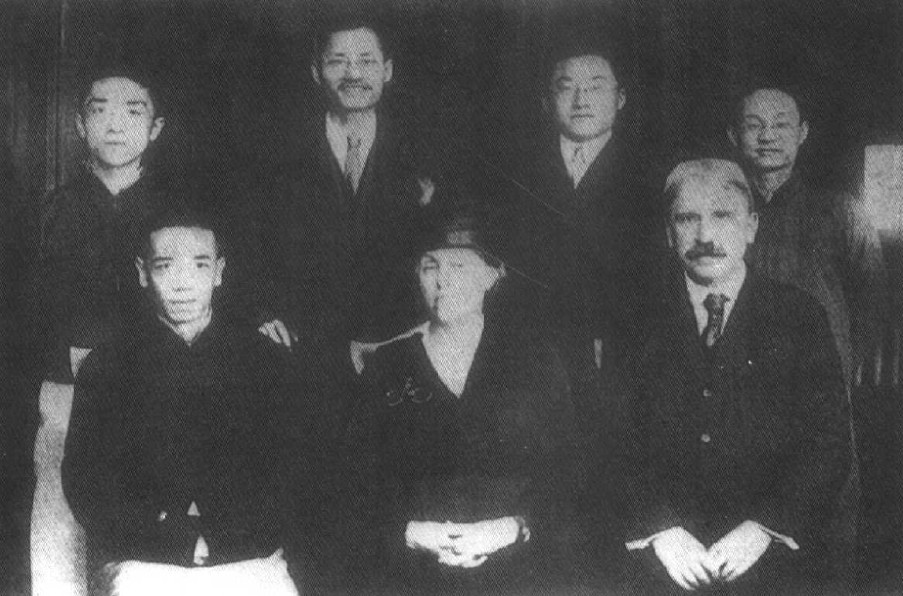
1919年に上海でジョン・デューイを囲んで。左から前列：石良才、デューイの妻アリスとデューイ。後列左から：胡適、蒋夢麟、陶行知と張治中

1917年、イリノイ大学とコロンビア大学での留学から帰国し、南京高等師範学校に迎えられ、教授兼教務主任をつとめる。1921年に南京高等師範が国立東南大学に改組されると、その教育学科主任となった。1923年に大学教授の職を辞して以降、「平民教育」運動に従事する。以後、農民教育、農民の意識改革、生活解放のための農村の師範学校の研究・計画に従事する。1927年から1930年まで、南京の郊外で暁荘師範学校がその最初の事業である。。
「もともとは普通の中国人だったが、学生生活を10年するうちに、次第に外国人で貴族的な傾向が強くなってしまった」と、彼は最愛の妹に宛てた手紙で書いている。近代中国と対外国的な中国の首都であり中心である上海は、陶にとって今では「下品で、忙しすぎて、ゴミゴミしている」ものになっていた。すると、「突然、黄河が氾濫したかのように、仏教の言葉で言う悟りが開けたかのように、自分が中国人らしさを失くしていることに気づいた。」彼は伝統的な文人の衣装を身に着けるようになり、大衆教育に目を向けるようになった。その後、彼は自分の名前をよりよく知られている形式であるxingzhi、つまり「行知」に逆にしました。これは、（中国語の）アクション/実践が（中国語の）知識を生み出すことを直接意味している。彼は、本物の知識ではない外国からの借り物の知識をひけらかす人々のことを、「偽のインテリ」（wei zhishi jieji）、彼の表現では「洋八股」を非難した。

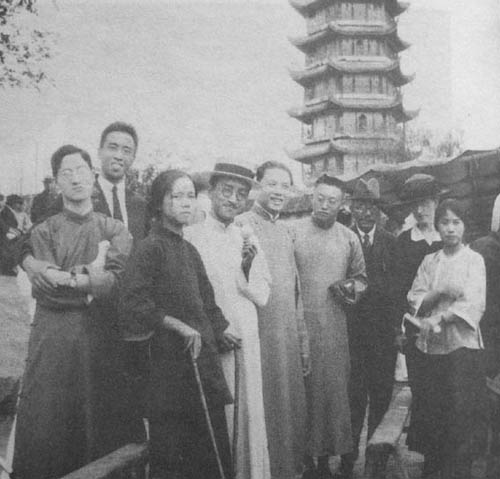
左から、1924年9月に杭州で徐志摩、朱景農、曹操、胡適、汪兆銘、陶行知、馬君武、アリス・デューイ、陳偉志。

1921年12月、蔡元培、陶、その他の教育関係者が全国教育振興協会（Zhong-Hua jiaoyu gaijin hui）を設立し、事務総長に選出された。社会を通じて、教育者たちは中国における近代教育システムの形成を促進した。
1923年8月、陶と晏陽初は全国大衆教育運動協会（MEM）を組織した。1920年代の識字キャンペーンの最盛期に、晏は、MEMが500万人の学生に10万人以上のボランティア教師を教えたと推定される。陶はその後、地方の教師教育の全国有数の推進者になっていく。1927年3月、陶は南京郊外に暁荘師範学校を設立し、教師と教育者を養成した。その後、陶は中国の農村部に設立した農村学校に派遣された。この教師の大学は、生徒が学校で学んだことを家族に教えることを奨励する「小先生」や、組織化された教育ネットワークの「一人一人が教える」技術など、多くの革新的な技術を生み出した。学校は政治的な理由で国民政府によって1930年に閉鎖された。

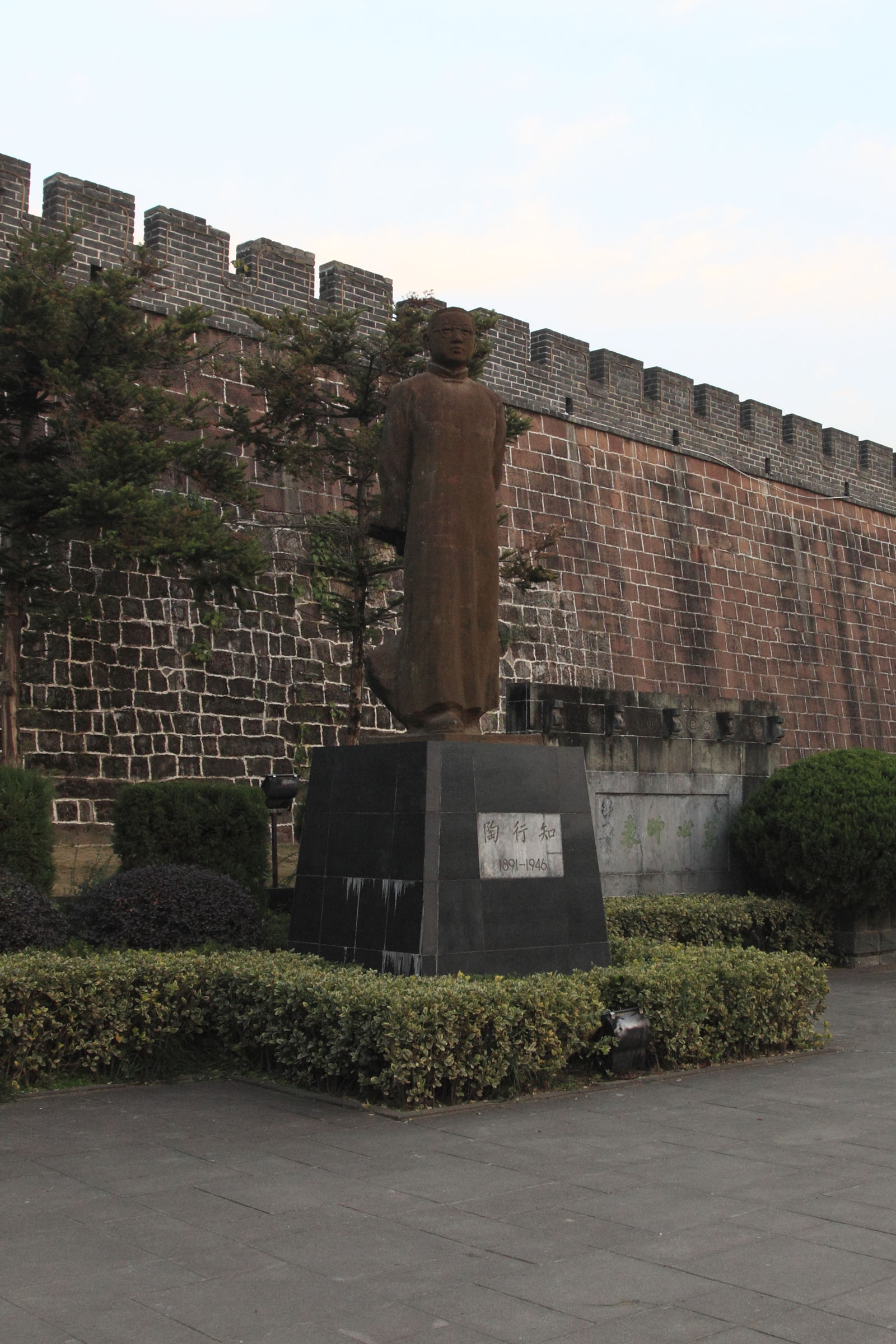
安徽省歙県の陶行知の生誕の地にある記念碑

暁荘を追われた陶は、一旦上海の租界に逃れ、やがて日本に亡命した。1930年4、5月頃から年末まで短期間、日本にいた。日本での行動については資料がない。生活綴方教育、池袋児童の村小学校に関心を寄せていたようで、1934年4月、陶の弟子を名乗る葉維奏ほか数人の中国人が、児童の村小学校を訪問している。	
1932年10月、上海工学団開設と前後して、陶は生活教育社を結成、機関誌「生活教育」を創刊した。これは半月刊であった。陶行知は、デューイ理論との格闘を続け、「学校の社会化、教育の社会化」をひっくり返して、「社会の学校化、生活の教育化」のスローガンを提起する一方、「洋八股」、すなわち舶来教育と封建主義、反共政策の癒着した蒋介石の「読書救国」論とに反対しつつ、一貫して「実生活から学べ」と主張し続ける。
1936年6月10日、上海から香港に移り、この植民地での活動を続けた後、7月香港を出発、華僑への講演のたびに出た。彼はシンガポール、インドを回って、同年8月ロンドンで新教育に関する世界青少年会議に参加、「普遍教育に向けた『小学校制度』の推進」と題した報告を行った。その後、イギリス各地を訪問。1937年にはアメリカ、メキシコを訪問。7月7日盧溝橋事件が勃発した時は、ニューヨークにいた。
1938年2月、三度ロンドンに飛び、反ファシズム世界大会に参加する。1938年8月、香港に戻る。10月に武漢に入る。およそ2年で28ヵ国を歴訪した。
1930年代に、陶は児童文学を書き、生活教育協会を設立し、通信教育"自然学園"の仕事と"申報"紙上での執筆活動を続けながら、山海工学団の開設を準備した。これは校舎のない学校、教師の自由に得られる学校で、教育の切断し得ない学校であった。学校に行くだけの時間と費用のない人たちのための民衆の相互学習の組織であったが、盧溝橋事件の戦火が上海に飛び火し、山海工学団は灰燼に帰した。
1937年に日中戦争が勃発したとき、彼は米国にいたが、中国に戻り、そこで全国救国会代表のひとりに指名された。1939年に、彼は漢口、重慶で臨時保育院という、戦災孤児収容所を訪問した。彼は肉親を失った子どもたちの中にいる個性的な才能ある子のため、人材の幼い苗を育て、特殊な才能を枯れしぼませないようにするため、適当な日光、空気、水分を与えて、害虫を駆除してやるという趣旨で、育才学校を作る計画を立てた。1939年1月には、国民党賑恤(しんじゅつ、「救済」の意)委員会の同意を得て、社会事業家、張仲仁を中心に理事会が成立。米国援華会からの資金援助で、開校の運びになった。重慶の郊外、嘉陵江の対岸、草街子という小さな田舎町に1939年7月、小中学生140名、教師と勤務員合わせて70名の育才学校が誕生した。暁荘、山海と違い。授業の計画性を重視し、「因材施教」(いんざいしきょう、孔子の言葉)の個性主義と集団主義を目指し、音楽、美術、演劇、文学および自然、社会の各クラスをもつ特修科と普通科でカリキュラムが編成された。生徒は、重慶市内に会場を設けて、市民向けに合唱、演劇、舞踊の公演を行ったりもした。学校の生徒の一人は、周恩来の養子であり、中国の将来の首相である李鵬だった。
陶は、育才学校とは別に、重慶市内に暁荘研究所の表札をかけた一室を持っていた。社会科学・自然科学にわたる研究機関の設置を考えていたが、重慶政権の許可が降りず、実際は小規模な研究室程度で、校長、理事が学校運営について協議する連絡場所であった。1945年8月10日、陶はここで日本の降伏のニュースを聞いた。ここで毎週土曜、夜間に社会人のための民主講座が開かれ、その中から社会人のための社会大学の開設を望む機運が盛り上がってきた。校長に陶行知、李公樸を副校長に、理事には暁荘師範以来、陶を援助してきた馮玉祥、経済学者、馬寅初(ばいんしょ)も加わわり、1946年1月15日、社会大学は開校した。
1946年、育才学校が警察から嫌がらせを受けた後、彼は上海に戻った。右翼のナショナリストに暗殺された李公樸、聞一多ら、他の知識人と同じ運命をたどることを恐れて、彼は必死に山海工学団の再建、育才学校の移転、社会大学の上海での再組織などと活発に働き、7月24日から25日にかけ詩稿10万字を整理し、わずかに睡眠を取る。脳溢血で倒れ、12時30分絶命した。55歳であった陶行知急死の報が届き、周恩来は急いで彼の家に行き、彼を「非党派ボルシェビキ」と呼んだ。陶の評判は次の数年間は高かったが、1950年代の初めに、彼は「ブルジョアのリベラル」として攻撃を受けた。
最後に彼が、整理していた詩と文は、郭沫若の編集により1947年『行知詩歌集』として刊行された。

## 暁荘師範学校
陶が1927年に設立し、1930年4月に国民党政府の解散命令により閉校に追いやられ、陶は逮捕状で追われる身になった。背景には、陶行知と馮玉祥が親密な関係にあり、反蒋介石の軍閥の巨頭、馮玉祥が、河南省政府主席で暁荘の経営を援助していたという事情があった。暁荘師範の教育は、労働の尊重を主軸とし、文化、科学の系統学習よりは、実生活に学べということに徹底していた。しっかりとしたカリキュラムを組むことをせず、学生の主体的実践を強調したので、教室での講義、教師の指導性への配慮が足りず、経験主義の奔放な実験となった。中華人民共和国の設立後、陶の学生の1人であり同窓生であった王大志によって1951年に再開された。  2000年に、この大学は南京暁荘学院(大学)になった。

## 関連の文献
- "T'ao Hsing-chih," in Howard Boorman, ed., Biographical Dictionary of Republican China (New York: Columbia University Press, 1970) III.243-248.
- Stacey Bieler, "Patriots" or "Traitors"? A History of American-Educated Chinese Students (Armonk, NY: M.E. Sharpe, 2004).
- Yusheng Yao, "Rediscovering Tao Xingzhi as an Educational and Social Revolutionary," Twentieth Century China 27.2 (April 2002): 79-120.
- Yusheng Yao, "The Making of a National Hero: Tao Xingzhi's Legacies in the People's Republic of China," Review of Education, Pedagogy, and Cultural Studies 24.2 (July–September 2002): 251-281.